# Sphodros fitchi
Sphodros fitchi is een spinnensoort in de taxonomische indeling van de mijnspinnen (Atypidae).
Het dier behoort tot het geslacht Sphodros. De wetenschappelijke naam van de soort werd voor het eerst geldig gepubliceerd in 1980 door Willis J. Gertsch & Norman I. Platnick.